# توم كاشمان
توم كاشمان (بالإنجليزية: Tom Cashman)‏ هو لاعب كرة القدم الغالية أيرلندي، ولد في 28 أغسطس 1957 في Blackrock, Cork ‏ في جمهورية أيرلندا.